# Knäfallet i Warszawa

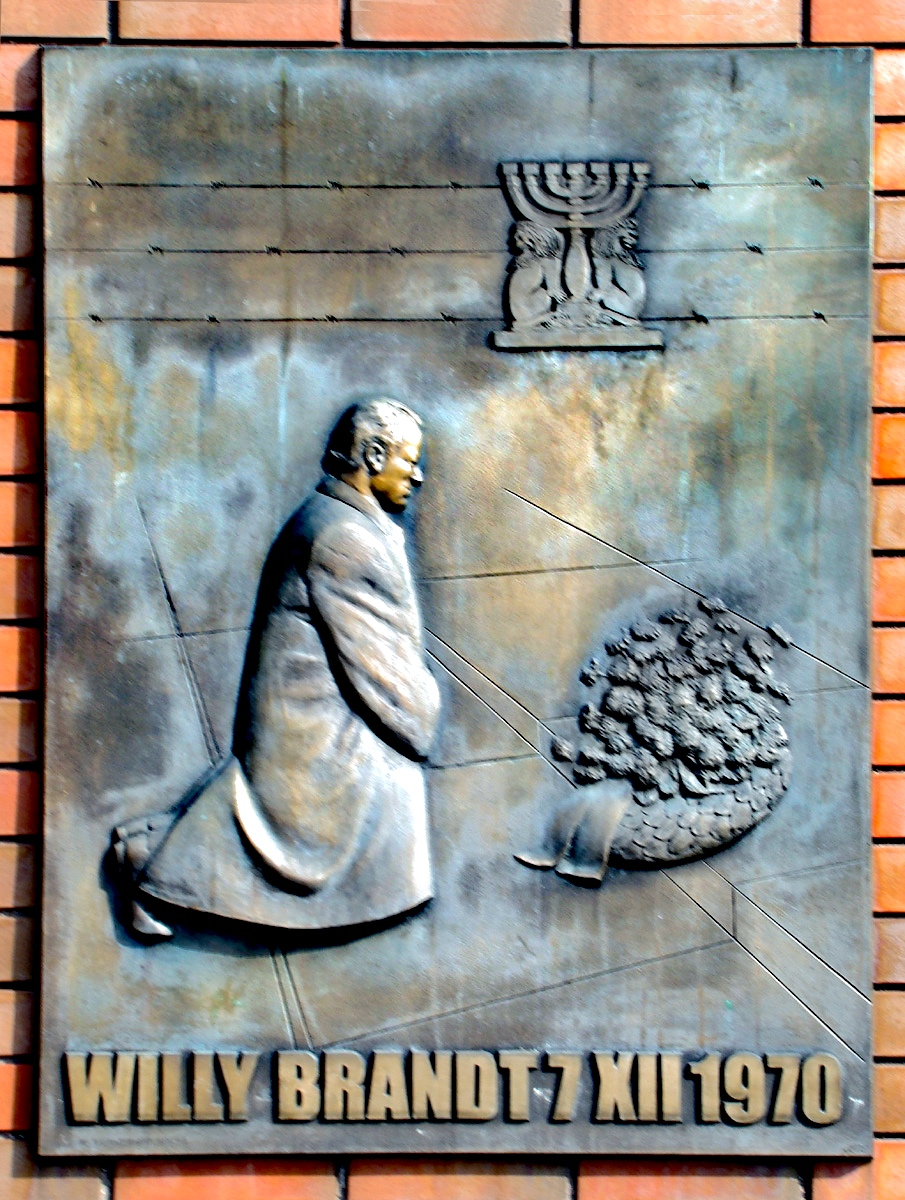
Minnesplakett i Warszawa.

Knäfallet i Warszawa (tyska: Kniefall von Warschau) är Västtysklands förbundskansler Willy Brandts spontana gest av ödmjukhet och bön om förlåtelse inför offren för upproret i Warszawas getto den 7 december 1970.
Brandt besökte Polen, som då tillhörde östblocket, för att skriva under Warszawafördraget mellan Västtyskland och Polen, som innebar ett accepterande av Oder–Neisse-linjen som gräns mellan länderna. Avtalet utgjorde en del av Brandts Ostpolitik som skulle minska spänningarna mellan öst och väst under kalla kriget.
Under vistelsen besökte Brandt resterna av Warszawas getto och ett monument över "gettots hjältar". Efter att ha lagt ner en krans vid monumentet föll Brandt oväntat på knä och stod tyst en kort stund omgiven av dignitärer och pressfotografer.